# Université des Açores
 (novembre 2018).
Si vous disposez d'ouvrages ou d'articles de référence ou si vous connaissez des sites web de qualité traitant du thème abordé ici, merci de compléter l'article en donnant les références utiles à sa vérifiabilité et en les liant à la section « Notes et références ».
L'université des Açores (en portugais : Universidade dos Açores) est une université publique portugaise fondée en 1976 à Ponta Delgada, sur l'île des Açores.
L'université possède 3 campus : en Ponta Delgada, sur l'île de São Miguel, en Angra do Heroísmo, sur l'île Terceira et en Horta, sur l'île de Faial. Elle est organisée en 10 départements et 2 écoles supérieures.

## Histoire
L'établissement de l'Université des Açores s'est développé à partir de la Révolution des Œillets. En raison des difficultés scolaires sur le continent qui ont forcé la fermeture de nombreuses universités, plusieurs familles parmi les plus riches ont envoyé leurs enfants aux États-Unis ou au Canada pour les aider à achever leurs études. C'est pendant cette période post-révolutionnaire que l'idée de créer une institution locale d'enseignement supérieur a été débattue. Un petit groupe d'universitaires a exploré des alternatives afin de réduire les coûts, les distances et l'impact de la centralisation du gouvernement national. Le 9 janvier 1976, le décret 5/76 a été promulgué pour créer l'Instituto Universitário dos Açores (Institution universitaire des Açores), dans un climat de régionalisation propice à la création d'institutions locales chargées de l'enseignement, de la recherche, du développement culturel et de la communauté.

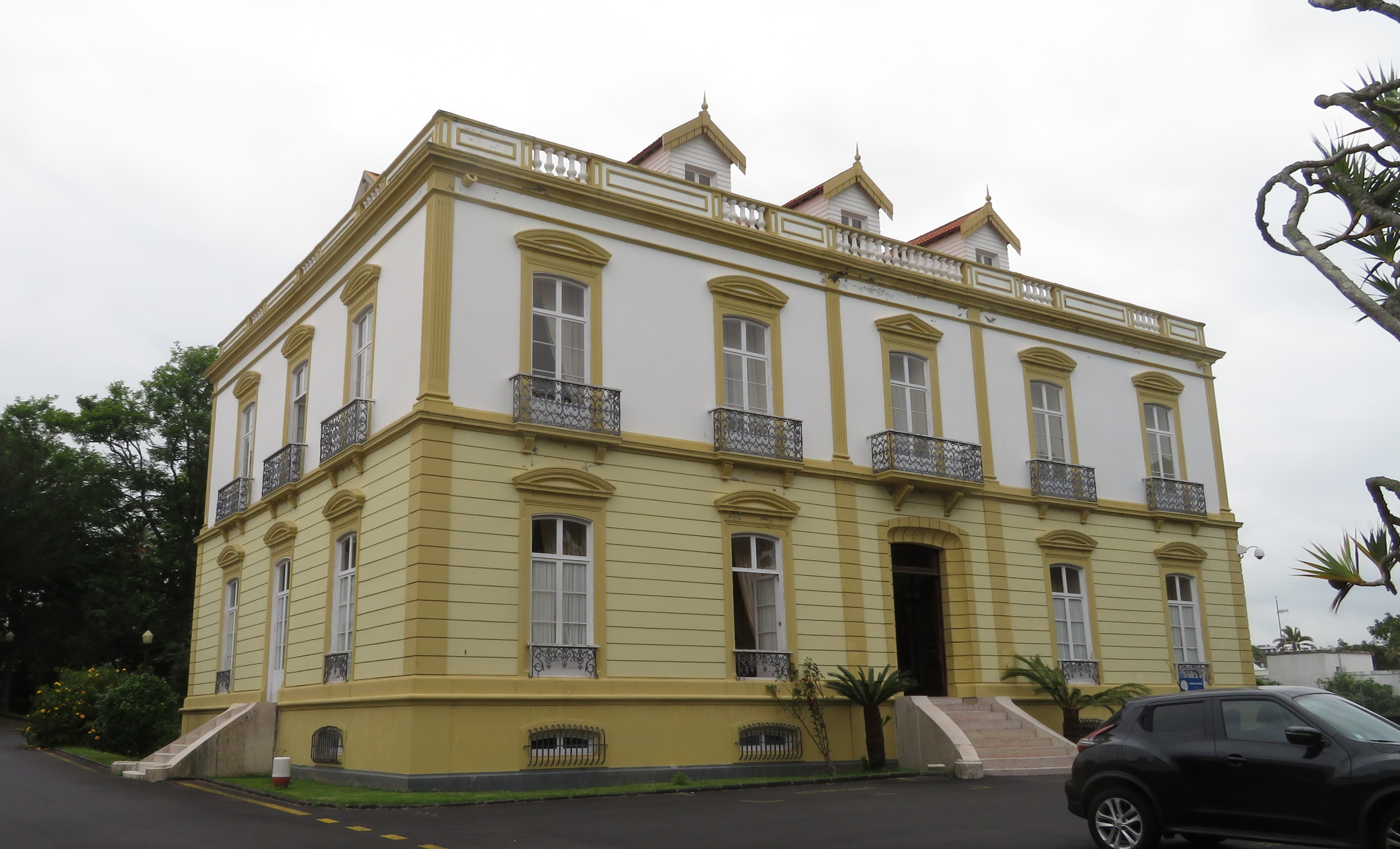
Rectorat, Ponta Delgada

## Élèves
- Sandra Rocha